# Scipione Caffarelli-Borghese
Scipione Caffarelli-Borghese (Artena, 1º settembre 1577 – Roma, 2 ottobre 1633) è stato un cardinale, arcivescovo cattolico e collezionista d'arte italiano, nipote di papa Paolo V.

## Biografia
Scipione era figlio di Francesco Caffarelli e di Ortensia Borghese, sorella di papa Paolo V (Camillo Borghese). A causa delle difficoltà economiche del padre, l'educazione di Scipione fu pagata dallo zio materno, il cardinale Camillo Borghese. Quando Camillo fu eletto papa nel 1605 con il nome di Paolo V, Scipione fu nominato cardinale e fu adottato, avendo così il diritto di usare il nome e l'arme della famiglia Borghese. Grazie al munifico zio, Scipione studiò al Collegio Romano di Roma ove ottenne la laurea in filosofia per poi passare all'Università di Perugia ove conseguì il dottorato in legge.
Nel 1603 divenne abate commendatario del Monastero di San Pietro all'Olmo e abate commendatario dell'Abbazia di Sant'Angelo de Frigillo cariche che tenne per trent'anni.
Papa Paolo V lo elevò al rango di cardinale nel concistoro del 18 luglio 1605, conferendogli il titolo di Cardinale presbitero di San Crisogono, che tenne fino a quattro anni dopo essere stato nominato Cardinale vescovo di Sabina nel 1629. Con le classiche modalità del nepotismo diffuso nell'epoca, il cardinale Borghese ebbe un enorme potere come segretario del Papa e capo della Curia romana. Accumulò enormi ricchezze a nome proprio e del Papa, tramite tasse e imposte papali, ed acquisì grandi proprietà per la famiglia Borghese. In breve tempo, infatti, divenne sovrintendente dei negoziati della Santa Sede, governatore di Fermo dal 4 aprile 1606, legato ad Avignone e nel Contado Venassino dal 4 luglio 1607 e nel 1608 divenne arciprete della Basilica di San Giovanni in Laterano, carica che tenne fino al 1623.
Nel 1605 divenne abate commendatario dell'abazia di Santa Maria di Caramagna carica che tenne fino al 1620
Il 25 ottobre 1610 venne nominato Arcivescovo di Bologna per poi essere consacrato l'8 dicembre successivo nella Cappella Sistina a Roma, per mano di Paolo V, assistito dal cardinale Maffeo Barberini, Vescovo di Spoleto, e dal cardinale Giovanni Garzia Mellini, Vescovo di Imola. Scipione ad ogni modo non fece mai un ingresso nella propria diocesi, limitandosi a governarla da Roma attraverso un vescovo suffraganeo per poi rinunciarvi definitivamente dopo appena due anni, nel 1612.
Dedicatosi a pieno ritmo agli incarichi di curia a Roma, divenne nel 1612 prefetto dei Brevi Apostolici e prefetto del Tribunale della Segnatura Apostolica dal 16 febbraio 1618. Protettore di Loreto dal 4 gennaio 1620, in quello stesso anno fu nominato Arciprete della Basilica Vaticana, carica che tenne fino alla morte.
Famoso il suo mecenatismo a favore dei suoi collaboratori, compresa la servitù, di cui si cita Genesio Cerone che gli salvò la vita in un incidente.
Nel 1621 divenne Camerlengo del Sacro Collegio e rimase in carica per circa due anni, anziché uno com'era d'uso. Prese parte quindi a due conclavi: quello del 1621, che elesse papa Gregorio XV e quello del 1623, che elesse papa Urbano VIII.
Morì il 2 ottobre 1633 nel suo palazzo romano, all'età di 56 anni, e la sua salma fu tumulata nella Basilica di Santa Maria Maggiore.

## Opere

### Il collezionista
L'uso del cognome Borghese, importante famiglia nobile di Roma originaria di Siena, ed i favori dello zio, uniti alle sue indubbie capacità, aiutarono Scipione Borghese ad affermarsi in pochi anni come uno dei più importanti mecenati e collezionisti del primo seicento. Collezionista di gusto eclettico, nelle sue collezioni sono incluse opere di Federico Barocci, Cavalier d'Arpino, Cigoli, Giovanni Lanfranco, Caravaggio, Domenichino, Dosso Dossi, Passignano, Raffaello, Tiziano, Paolo Veronese e Gian Lorenzo Bernini autore di un famoso busto ritratto del Cardinale (Galleria Borghese).

### Il costruttore

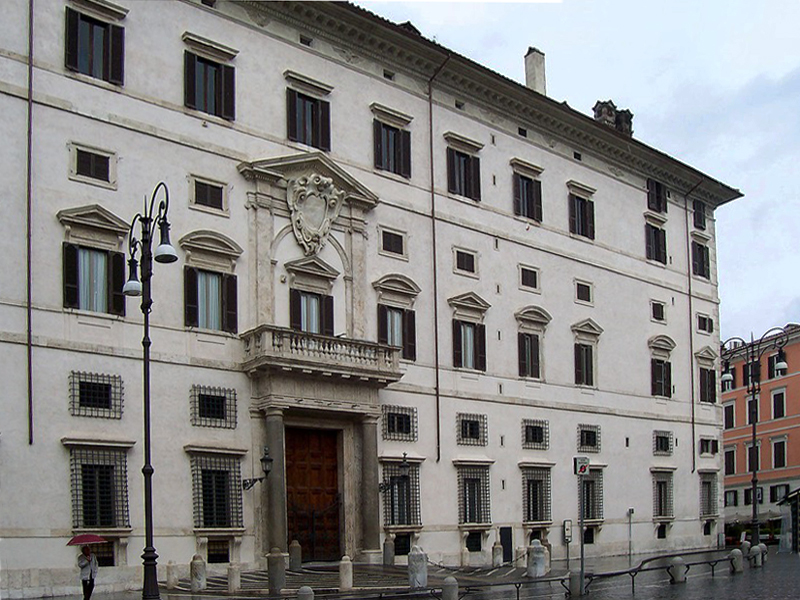
Palazzo Borghese a Roma

Nel febbraio 1605, con l'acquisizione del palazzo del cardinale spagnolo Pedro de Deza Manuel, iniziato dal Vignola tra il 1560 e il 1565 e proseguito da Martino Longhi il vecchio, Scipione Borghese ne affidò il completamento e l'ammodernamento a Flaminio Ponzio, che vi realizzò una lunga facciata ed un cortile a duplice colonnato e il palazzo divenne così noto come Palazzo Borghese.
Nel 1606 iniziò l'erezione della Villa Borghese Pinciana, affidata al Ponzio, che la seguì fino al 1613 e che fu completata da Giovanni Vasanzio (il fiammingo Jan Van Santen).
Per sé il cardinale fece costruire l'attuale Palazzo Rospigliosi. La costruzione del palazzo fu affidata a Flaminio Ponzio nel 1605, al quale succedette nel 1613, dopo la morte del medesimo, l'architetto Carlo Maderno, mentre il giardino fu progettato da Giovanni Vasanzio, architetto quest'ultimo che lo realizzò tra il 1611 e il 1616, con l'annesso Casino, decorato da Antonio Tempesta, Paul Bril, Cherubino Alberti, il Passignano, Giovanni Baglione e in larga parte Guido Reni; il Casino delle Muse venne decorato da Agostino Tassi e Orazio Gentileschi, mentre un terzo casino distrutto venne decorato da Ludovico Cigoli.
Tuttavia già nel 1616 il palazzo fu venduto a Giovanni Angelo Altemps.
Con la morte del Ponzio, Scipione scelse Giovanni Battista Soria per la sistemazione degli edifici ecclesiastici da lui patrocinati. Questi realizzò il rifacimento della Basilica di San Crisogono, di cui Scipione era titolare dal 1605; e inoltre: tra il 1625 e il 1627 la facciata di Santa Maria della Vittoria; dal 1629 la facciata e l'atrio di San Gregorio Magno e nel 1630 la navata della Parrocchiale di Santa Maria Assunta a Monte Compatri vicino a Roma.

### Scritti
Scrisse i Carmina de cardinalibus a Paulo V creatis ac episcoporum ab eo institutorum præstantia.

## Genealogia episcopale e successione apostolica
La genealogia episcopale è:
- Cardinale Guillaume d'Estouteville, O.S.B.Clun.
- Papa Sisto IV
- Papa Giulio II
- Cardinale Raffaele Sansone Riario
- Papa Leone X
- Papa Paolo III
- Cardinale Francesco Pisani
- Cardinale Alfonso Gesualdo di Conza
- Papa Clemente VIII
- Papa Paolo V
- Cardinale Scipione Caffarelli-Borghese

La successione apostolica è:
- Vescovo Hermann Ottemberg (1611)
- Vescovo Giacomo Goria (1611)
- Cardinale Tiberio Muti (1612)
- Papa Gregorio XV (1612)
- Vescovo Porfirio Feliciani (1612)
- Cardinale Francesco Sacrati (1612)
- Cardinale Giulio Savelli (1616)
- Cardinale Cesare Gherardi (1622)
- Arcivescovo Fausto Caffarelli (1624)
- Cardinale Giovanni Battista Altieri (1624)
- Vescovo Ottavio Broglia (1624)
- Arcivescovo Mario Filonardi (1624)
- Vescovo Maurizio Centini, O.F.M.Conv. (1626)
- Papa Clemente X (1627)
- Arcivescovo Giovanni Battista Piccolomini (1630)

## Ascendenza
|                              |                  |                     | Genitori                    |  |  | Nonni |  |  | Bisnonni             |  |  | Trisnonni          |  |
|                              |                  |                     |                             |  |  |       |  |  | Francesco Caffarelli |  |  | Lorenzo Caffarelli |  |
|                              |                  |                     |                             |  |  |       |  |  | Francesco Caffarelli |  |  | Lorenzo Caffarelli |  |
|                              |                  | Eugenia Colonna     |                             |  |  |       |  |  | Francesco Caffarelli |  |  |                    |  |
| Scipione Caffarelli          |                  |                     |                             |  |  |       |  |  | Francesco Caffarelli |  |  |                    |  |
|                              |                  | Ippolita Fabi       | Pietro Paolo Alessi Fabi    |  |  |       |  |  |                      |  |  |                    |  |
|                              |                  | Ippolita Fabi       | Pietro Paolo Alessi Fabi    |  |  |       |  |  |                      |  |  |                    |  |
|                              |                  | Ippolita Fabi       | …                           |  |  |       |  |  |                      |  |  |                    |  |
| Francesco Caffarelli         |                  | Ippolita Fabi       |                             |  |  |       |  |  |                      |  |  |                    |  |
|                              |                  | Michele Lante       | Gherardo Lante              |  |  |       |  |  |                      |  |  |                    |  |
|                              |                  | Michele Lante       | Gherardo Lante              |  |  |       |  |  |                      |  |  |                    |  |
|                              |                  | Michele Lante       | Lucrezia Compagni           |  |  |       |  |  |                      |  |  |                    |  |
| Giovanna Lante               |                  | Michele Lante       |                             |  |  |       |  |  |                      |  |  |                    |  |
|                              |                  | Antonia Astalli     | …                           |  |  |       |  |  |                      |  |  |                    |  |
|                              |                  | Antonia Astalli     | …                           |  |  |       |  |  |                      |  |  |                    |  |
|                              |                  | Antonia Astalli     | …                           |  |  |       |  |  |                      |  |  |                    |  |
| Scipione Caffarelli-Borghese |                  | Antonia Astalli     |                             |  |  |       |  |  |                      |  |  |                    |  |
|                              | Giacomo Borghese | Borghese Borghese   |                             |  |  |       |  |  |                      |  |  |                    |  |
|                              | Giacomo Borghese | Borghese Borghese   |                             |  |  |       |  |  |                      |  |  |                    |  |
|                              | Giacomo Borghese | …                   |                             |  |  |       |  |  |                      |  |  |                    |  |
| Marcantonio I Borghese       | Giacomo Borghese |                     |                             |  |  |       |  |  |                      |  |  |                    |  |
|                              |                  | Margherita Saracini | Alessandro Bendino Saracini |  |  |       |  |  |                      |  |  |                    |  |
|                              |                  | Margherita Saracini | Alessandro Bendino Saracini |  |  |       |  |  |                      |  |  |                    |  |
|                              |                  | Margherita Saracini | …                           |  |  |       |  |  |                      |  |  |                    |  |
| Ortensia Borghese            |                  | Margherita Saracini |                             |  |  |       |  |  |                      |  |  |                    |  |
|                              |                  | Girolamo Bargagli   | Giulio Bargagli             |  |  |       |  |  |                      |  |  |                    |  |
|                              |                  | Girolamo Bargagli   | Giulio Bargagli             |  |  |       |  |  |                      |  |  |                    |  |
|                              |                  | Girolamo Bargagli   | Ortensia Ugurgieri          |  |  |       |  |  |                      |  |  |                    |  |
| Aurelia Bargagli             |                  | Girolamo Bargagli   |                             |  |  |       |  |  |                      |  |  |                    |  |
|                              |                  | …                   | …                           |  |  |       |  |  |                      |  |  |                    |  |
|                              |                  | …                   | …                           |  |  |       |  |  |                      |  |  |                    |  |
|                              |                  | …                   | …                           |  |  |       |  |  |                      |  |  |                    |  |
|                              |                  | …                   |                             |  |  |       |  |  |                      |  |  |                    |  |